# سیارک ۸۴۴۲
سیارک ۸۴۴۲ (به انگلیسی: 8442 Ostralegus، نامگذاری:4237T-3) هشت هزار و چهارصد و چهل و دومین سیارک کشف شده‌است که در ۱۶ اکتبر ۱۹۷۷ کشف شد.
قدر مطلق سیارک برابر ۱۴٫۹۰ است.